# Municipio de Boone (condado de Maries)
El municipio de Boone (en inglés: Boone Township) es un municipio ubicado en el condado de Maries en el estado estadounidense de Misuri. En el año 2010 tenía una población de 660 habitantes y una densidad poblacional de 3,13 personas por km².

## Geografía
El municipio de Boone se encuentra ubicado en las coordenadas 38°14′12″N 92°6′30″O / 38.23667, -92.10833. Según la Oficina del Censo de los Estados Unidos, el municipio tiene una superficie total de 210.87 km², de la cual 210,32 km² corresponden a tierra firme y (0,26 %) 0,55 km² es agua.

## Demografía
Según el censo de 2010, había 660 personas residiendo en el municipio de Boone. La densidad de población era de 3,13 hab./km². De los 660 habitantes, el municipio de Boone estaba compuesto por el 97,88 % blancos, el 1,52 % eran afroamericanos, el 0,3 % eran de otras razas y el 0,3 % eran de una mezcla de razas. Del total de la población el 0,76 % eran hispanos o latinos de cualquier raza.